# Анакостия (станция метро)
Анакостия (англ. Anacostia) — подземная станция Вашингтонгского метро на Зелёной линии. Она представлена одной островной платформой. Станция обслуживается Washington Metropolitan Area Transit Authority. Расположена в районе Анакостия между Ховард-роад, Сютленд-Паркуэй и МЛК-авеню, Юго-Восточный квадрант Вашингтона.
Пассажиропоток — 2.696 млн. (на 2010 год).
Станция была открыта 28 декабря 1991 года.
Название станции происходит от названия одноименного района.
Открытие станции было совмещено с открытием ж/д линии длиной 4,63 км и ещё двух станций: Уотерфронт и Нэви-Ярд — Боллпак.